# Episcada praestigiosa
Episcada praestigiosa är en fjärilsart som beskrevs av Richard Haensch 1903. Episcada praestigiosa ingår i släktet Episcada och familjen praktfjärilar. Inga underarter finns listade i Catalogue of Life.